# Georges Guillo Lohan
Georges Alain Marie Robert Guillo Lohan (Rouen, 30 septembre 1871 - Arras, 11 mai 1915) est un officier et explorateur français.

## Biographie
Engagé volontaire au 47e Régiment d'Infanterie le 3 octobre 1890, il est détaché aux affaires indigènes en 1900. Lieutenant, il est chargé, à la suite du combat de Tit du 7 mai 1902, d'une mission de reconnaissance et de pacification du centre du massif du Hoggar. Dirigeant deux cents hommes, il atteint l'Atakor (en) (1903) à deux mille mètres d'altitude et est ainsi le premier européen à découvrir les aiguilles volcaniques du centre du Hoggar. Avec un compagnon, il essaie, en vain, de gravir l'un des pitons, l'Ilaman, exploit qui ne sera réussi qu'en 1935.
Malgré un périple de plus de deux mille kilomètres, les résultats de la mission n'auront pas d'exploitations scientifiques immédiates. Il faudra attendre René Chudeau en 1904 pour qu'une étude géologique du centre Hoggar soit menée.
En garnison à Toul au moment de la mobilisation d'août 1914, chef de bataillon du 117e Régiment d'Infanterie lors de la Première Guerre mondiale, il est tué sur le front le 11 mai 1915. Il repose à la Nécropole nationale de Notre-Dame-de-Lorette.

## Travaux
Le rapport de son expédition, Un contre-rezzou au Hoggar (1903), pourtant signalé par Eydoux en 1938, qui en cite certains passages, dans son ouvrage L'Exploration du Sahara, n'a jamais été retrouvé. Seules nous sont parvenues 382 photographies stéréoscopiques sur plaques de verre.

## Distinctions
- Médaille coloniale (1904)
- Officier d'académie (31 décembre 1904)
- Chevalier de l'ordre du Mérite agricole (1906)
- Chevalier de la Légion d'honneur (décret du 30 décembre 1908)
- Officier du Nichan Iftikhar (1911)
- Médaille commémorative du Maroc avec agrafe Maroc (1912)
- Officier du Nichan Hafidien (1913)